# Synagoge (Zevenaar)

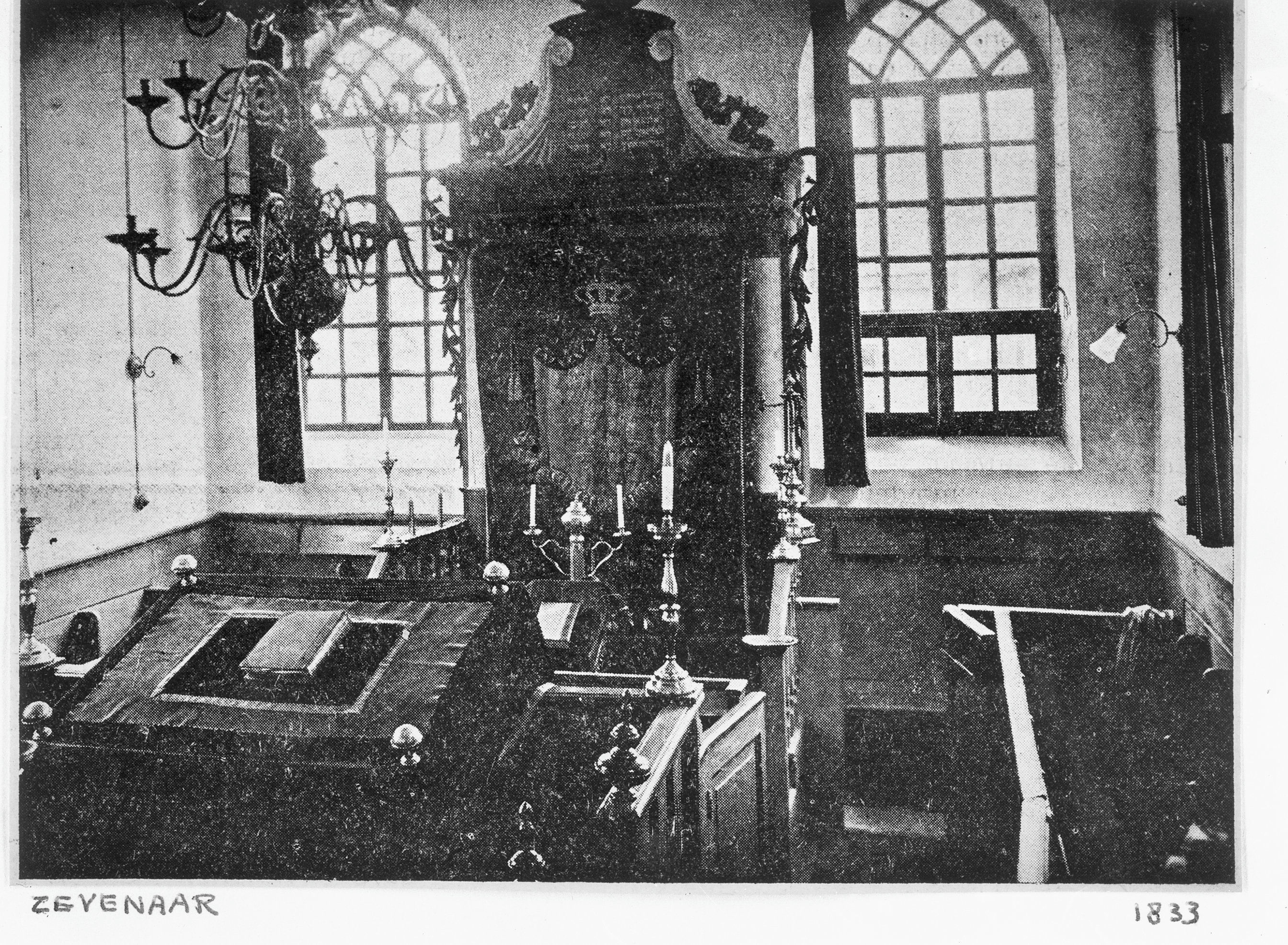
Innenansicht der Synagoge in Zevenaar mit Bima und Thoraschrein

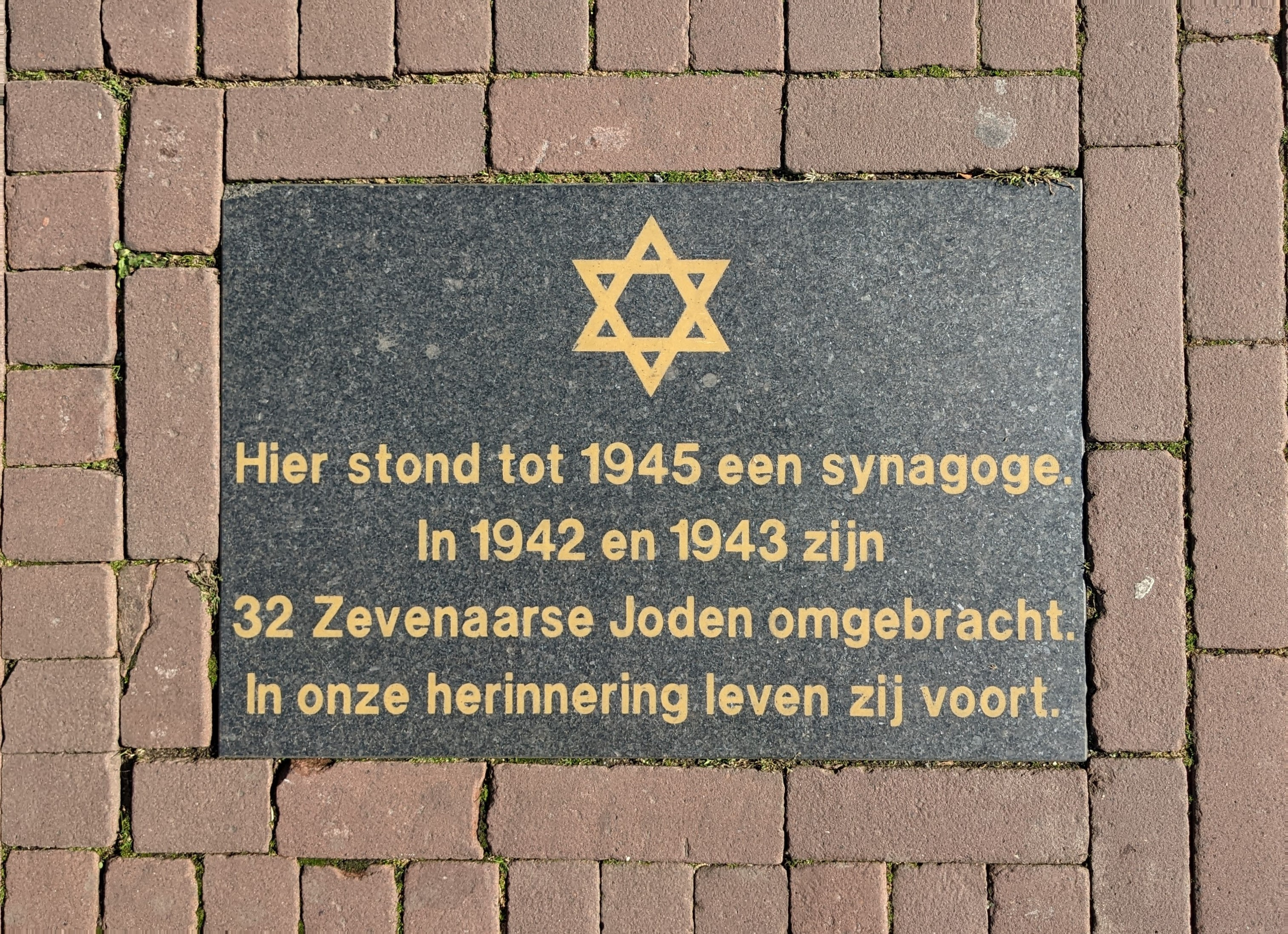
Gedenktafel

Die Synagoge in Zevenaar, einer Gemeinde in der niederländischen Provinz Gelderland, wurde 1833 errichtet. Die ehemalige Synagoge stand an der Grietsestraat.
Juden sind ab den 1630er Jahren in Zevenaar ansässig. Die Jüdische Gemeinde Zevenaar erreichte 1840 mit 117 Mitgliedern ihren Höchststand.
Die jüdischen Bürger von Zevenaar wurden während des Zweiten Weltkriegs von den deutschen Besatzern verfolgt und viele wurden in den Konzentrationslagern ermordet.
Das Synagogengebäude wurde bei einem amerikanischen Bombenangriff im Jahr 1945 stark beschädigt und danach abgerissen.